# Nesampelos hotteana
Nesampelos hotteana là một loài thực vật có hoa trong họ Cúc. Loài này được (Urb. & Ekman) B.Nord. mô tả khoa học đầu tiên.